# Paprocka

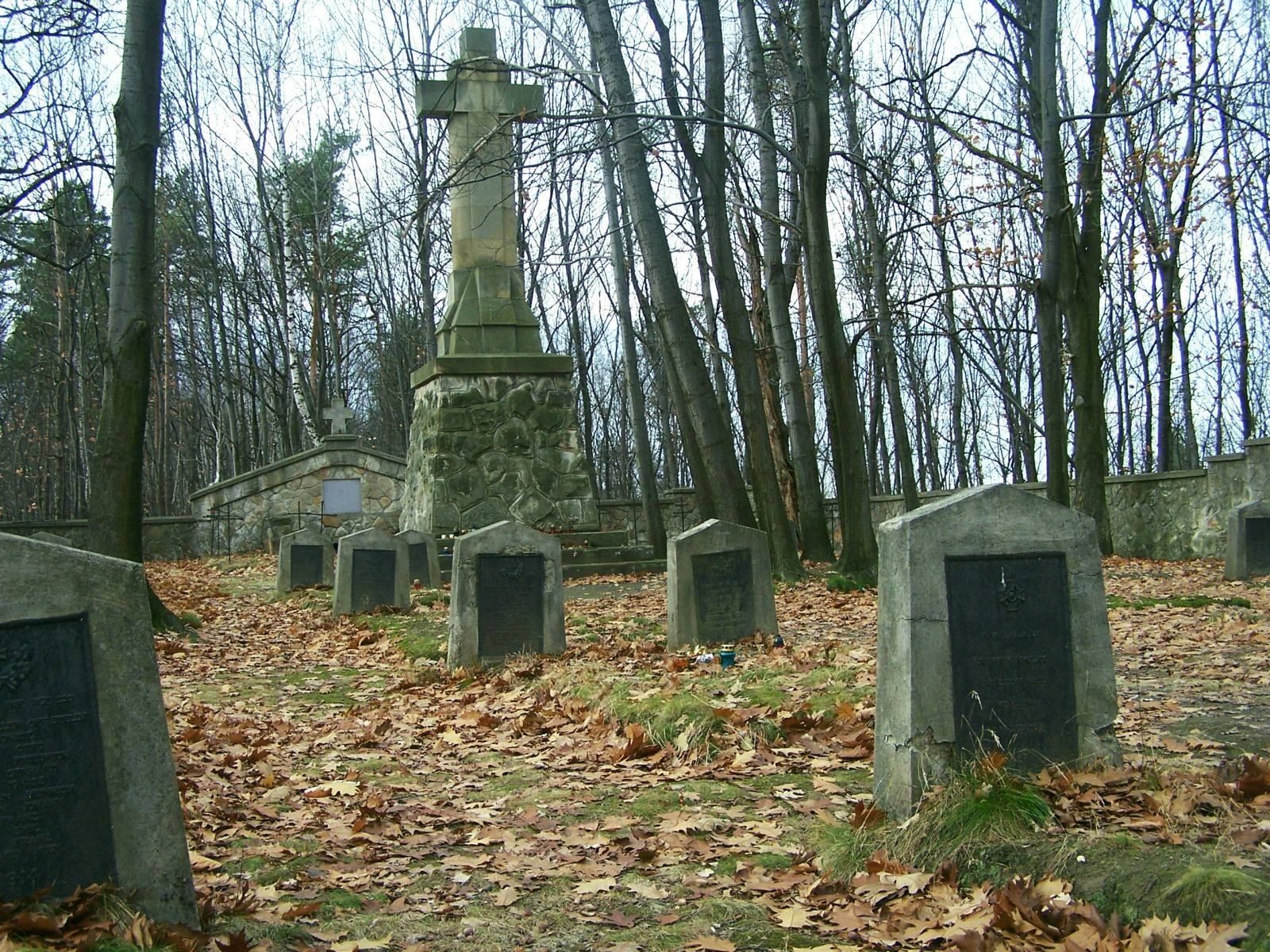
Cmentarz z I wojny światowej

Paprocka, Paprocka Góra (441 m n.p.m.) lub Paprotna – wzniesienie na Pogórzu Wiśnickim w województwie małopolskim, na północny zachód od Rajbrotu. Znajduje się na obszarze Wiśnicko-Lipnickiego Parku Krajobrazowego. Jest jednym z najwyższych wzniesień Pogórza Wiśnickiego i typowym wzniesieniem pogórza – jego partie wierzchołkowe są płaskie i rozległe, a zbocza łagodne, przecięte jednak głębokimi parowami potoków. Przebiega przez nią dział wodny. Potoki ze zboczy wschodnich i północnych spływają do rzeki Uszwicy (zlewnia Wisły), ze zboczy zachodnich do Saneczki (dopływ Trzciańskiego Potoku, zlewnia Raby).
Znaczną część Paprockiej Góry porasta las mieszan, z przewagą sosny. Dawniej jej zalesienie było znacznie mniejsze, były tu pola uprawne, o czym świadczą miedze i wyraźne ślady ugorów na zalesionych obecnie miejscach. Na wzniesieniach Paprotnej znajdują się liczne ostańce skalne. Największe z nich to Kamienie Brodzińskiego upamiętniające poetę Kazimierza Brodzińskiego z doby romantyzmu z pobliskiej Królówki. Druga grupa większych skał to Nowa Muchówka, położona na południowy zachód od Kamieni Brodzińskiego.
Przez północną część Paprotnej prowadzi droga wojewódzka nr 966. W miejscu, gdzie przecina ją szlak turystyczny, znajduje się parking i restauracja „Pod Kamieniem”. Idąc dalej w stronę Muchówki, w lesie dołącza droga lokalna do Rajbrotu. Przy niej, na skraju lasu i pól uprawnych, na płaskim w tym miejscu grzbiecie Paprotnej znajduje się dobrze utrzymany cmentarz wojenny nr 303 – Rajbrot z okresu I wojny światowej.

## Szlaki turystyki pieszej
Bochnia – Nowy Wiśnicz – Kamień Grzyb – Paprotna (obok Kamieni Brodzińskiego) – Rajbrot – Łopusze – Przełęcz Rozdziele – Widoma – góra Kamionna – Pasierbiecka Góra – Tymbark